# Adraskan (vattendrag)
Adraskan (persiska:  Darya-ye Adraskan, Rud-e Adraskan), eller Harut (persiska: Harut rud), är en flod i västra Afghanistan. Den ligger i provinserna Herat och Farah. Vid tillräckligt stort flöde når Adraskan fram till och mynnar i Hamun-e Saberi, en del av Hamunsjön.